# Урс Бернер
Урс Бернер (* 17 квітня 1944 року в Шафісгаймі) — швейцарський журналіст і письменник.

## Життя та робота

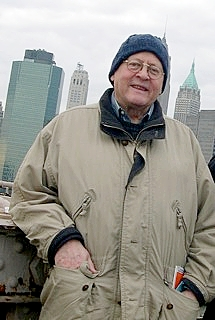
Урс Бернер 2009 у Нью-Йорку

Урс Бернер народився у фермерській родині в невеликому селі, розташованому в долині Зееталь, Аргау. Він навчався в районній школі в сусідньому Зеоні, а потім у педагогічному коледжі у Веттінгені. Потім він працював учителем початкової школи та кілька семестрів вивчав історію в Цюрихському університеті. Перш ніж працювати в Цюриху позаштатним письменником, він працював редактором швейцарської щоденної газети, потім — журналістом у Лондоні. З 1983 року він живе та працює в Берні, пише романи та оповідання.
Бернер багато подорожував, проводячи тривалий час у Франції, Іспанії, Великій Британії, Італії, Португалії, Чехії, Ірландії та Південній Америці. Однією з основних тем його творчості є утвердження себе, спираючись на власне коріння, як у близькому, так і у далекому чужому світі. Він — оповідач, який з любов’ю та емпатією супроводжує персонажів — будь то в селі, у великому місті, в торговому центрі, у культурному будинку чи на острові. При цьому багаті світи фантазії переплітаються з атмосферою ретельно спостереженої реальності.

## Нагороди
- 1980: Премія Швейцарського фонду Шиллера
- 1980: Робота року міста Цюрих
- 1985: Перша премія на конкурсі оповідань Швейцарської асоціації письменників
- 1990: Творчий грант від Фонду Бінц із перебуванням у Центрі Тайрона Ґатрі, Аннамахерріґ, Ірландія.

- 2000: Грант від Ради опікунів Ааргау з перебуванням у Празі
- 2002: Грант на проживання від Фонду Мистецького села Шеппінген
- 2005: Гість студії Literaturhaus Krems у Нижній Австрії

## Твори
- Сальто назад. Sauerländer, Aarau 1972, ISBN 3-7941-0145-6 .
- Полудень у кімнаті. Оповідання. Sauerländer, Aarau 1975, ISBN 3-7941-1438-8.
- Самотні мрії Фрідріха в місті біля річки. Sauerländer, Aarau 1977, ISBN 3-7941-1546-5.
- Маршрути евакуації. Роман. Steinhausen, Мюнхен 1980, ISBN 3-8205-5822-5.
- Часи бажань. Роман. Benziger, Zurich 1985, ISBN 3-545-36412-7.
- Чудо Дубліна. Оповідання. Benziger, Zurich 1987, ISBN 3-545-36454-2.
- Королі лотереї. Роман. Видання Erpf by Neptun, Kreuzlingen 1989, ISBN 3-256-00118-1.
- Ірландський лабіринт. Роман. Neptun, Kreuzlingen, 2004, ISBN 3-85820-203-7 .
- Небесна гра. Роман. Neptun, Kreuzlingen 2006, ISBN 3-85820-208-8.
- Доторкатися до ніг боляче. Роман. Neptun, Kreuzlingen 2012, ISBN 978-3-85820-305-2.
- Чоггліт – і ще одинадцять тонкощів. Neptun, Kreuzlingen 2014, ISBN 978-3-85820-310-6.
- Другий шок. Роман. Нептун, Інтерлакен 2017, ISBN 978-3-85820-321-2.
- Унікальний досвід для двох. Роман. Нептун, Берн 2022, ISBN 9783-85820-328-1.

## Вебпосилання
- Урс Бернер. Публікації // Швейцарська національна бібліотека. Каталог «Helveticat»
- Бібліографія. Урс Бернер // Німецька національна бібліотека
- Eintrag über Urs Berner im Lexikon des Vereins Autorinnen und Autoren der Schweiz
- Atelierbericht von Urs Berner (PDF) über Aufenthalt in Prag (2000)
- Urs Berner, Biografie und Bibliografie auf Viceversa Literatur